# Echinodictyum longistylum
Echinodictyum longistylum är en svampdjursart som beskrevs av Thomas 1968. Echinodictyum longistylum ingår i släktet Echinodictyum och familjen Raspailiidae.
Artens utbredningsområde är havet utanför Indien. Inga underarter finns listade i Catalogue of Life.